# Barbaise
Barbaise é uma comuna francesa na região administrativa de Grande Leste, no departamento Ardenas. Estende-se por uma área de ? km², com 0 habitantes, segundo os censos de 1999, com uma densidade 0 hab/km².